# Cimadolmo
Cimadolmo ist eine nordostitalienische Gemeinde (comune) mit 3374 Einwohnern (Stand 31. Dezember 2023) in der Provinz Treviso in Venetien. Die Gemeinde liegt etwa 16 Kilometer nordöstlich von Treviso. Der Piave bildet die west- und südwestliche Grenze der Gemeinde.

## Geschichte
Beim Ortsteil Stabiuzzo bestand in der Römerzeit eine Querung der Via Postumia über den Piave. 1152 wird Cimadolmo dann in einem Dokument des Bischofs von Treviso zitiert.